# برانثام أثليتيك
نادي برانثام أثليتيك لكرة القدم (بالإنجليزية:  .Brantham Athletic F.C)‏ هو نادٍ لكرة القدم مقره في برانثام، سوفولك، بإنجلترا. تأسس عام 1887، وهو عضو في الدوري الممتاز لدوري المقاطعات الشرقية ويلعب في مركز برانثام الترفيهي.

## السجلات
- أفضل أداء في كأس الاتحاد الإنجليزي: التصفيات الثانية، 2018-19، 2020-21.
- أفضل أداء فاز به اتحاد كرة القدم: الجولة الخامسة، 1982–83، 2012–13.